# Раковник (окръг)
Окръг Раковник (на чешки: Okres Rakovník) се намира в Средночешки край, Чехия. Площта му е 896,3 km2, а населението му – 55 309 души (2017). Административен център е едноименният град Раковник. В окръга има 83 населени места, от които 3 града и 6 града без право на самоуправление. Код по LAU-1 – CZ020C.

## География
Окръгът е разположен в северозападната част на края. Граничи с окръзите Кладно и Бероун на Средночешкия край на изток и югоизток; Рокицани и Пилзен-север на Пилзенския край на юг и югозапад; и окръг Лоуни на Устецкия край на север и северозапад.

## Градове и население
По данни за 2009 г.:
| Град          | Население |
| ------------- | --------- |
| Раковник      | 16 915    |
| Нове Страшеци | 5302      |
| Есенице       | 1826      |

| Общо           | Жени             | Мъже             |
| -------------- | ---------------- | ---------------- |
| 55 516 (100 %) | 27 764 (50,01 %) | 27 752 (49,99 %) |

## Образование
По данни от 2003 г.:
| Вид училище                         | Брой училища |
| ----------------------------------- | ------------ |
| Детски градини                      | 42           |
| Начални училища                     | 27           |
| Гимназии                            | 2            |
| Средни училища и промишлени училища | 4            |
| Средни професионални училища        | 5            |
| Висши професионални училища         |              |

## Здравеопазване
По данни от 2003 г.:
| Лекари                                      | 140 |
| Болници                                     | 1   |
| Специализирани заведения за лечение и отдих | -   |
| Зъболекари                                  | 25  |
| Аптеки                                      | 9   |

## Транспорт
През окръга преминава част от магистрала D6, както и от първокласния път (път от клас I) I/6. Пътища от клас II в окръга са II/116, II/201, II/206, II/221, II/227, II/228, II/229, II/233, II/236, II/237 и II/606.